# Sandesh
Sandesh is een Indiase krant in Gujarati met edities in Ahmedabad, Vadodara, Surat, Surat en Bhavnagar. Het dagblad is gevestigd in Ahmedabad en maakt deel uit van het Sandesh-concern, dat onder meer actief is in de filmindustrie (Bollywood) en onroerend goed. Ook heeft het een televisiekanaal voor nieuws.